# Classement UCI 1993
Navigation
Édition précédente Édition suivante
Le classement UCI 1993 est la classement établit par l'Union cycliste internationale (UCI) pour désigner le meilleur cycliste sur route professionnel de la saison 1993. L'Espagnol Miguel Indurain remporte le classement pour la seconde fois.

## Classement
| Classement | Coureur             | Points  |
| ---------- | ------------------- | ------- |
| 1          | Miguel Indurain     | 2583,50 |
| 2          | Tony Rominger       | 2117    |
| 3          | Maurizio Fondriest  | 1962,30 |
| 4          | Claudio Chiappucci  | 1679    |
| 5          | Alex Zülle          | 1539,98 |
| 6          | Johan Museeuw       | 1274,20 |
| 7          | Rolf Sørensen       | 1041    |
| 8          | Erik Breukink       | 1006,40 |
| 9          | Maximilian Sciandri | 998,60  |
| 10         | Gianni Bugno        | 907,40  |